# Караваєва Ірина Володимирівна
Ірина Караваєва (18 травня 1975, Краснодар, СРСР) — російська стрибунка на батуті. Перша олімпійська чемпіонка зі стрибків на батуті. Багаторазова чемпіонка світу та Європи. Заслужений майстер спорту Росії (1996).

## Кар'єра
Ірина Караваєва почала займатися спортом у 1983 році. Спочатку вона ходила на акробатику. У 14 років дівчина перейшла у нову гімнастичну дисципліну — стрибки на батуті. Перспективну спортсменку помітив відомий тренер В. Ф. Дубко.
Караваєва вперше стала дворазовою чемпіонкою світу у 1994 році. Вдосконалюючи свою майстерність, Ірина стала однією з найкращих спортсменок світу у стрибках на батуті. У 2000 році стрибки на батуті були включені до олімпійської програми. Караваєва стала першої в історії олімпійською чемпіонкою у цій дисципліні.
Після закінчення спортивної кар'єри Караваєва стала суддею міжнародної категорії.